# Hermannia tomentosa
Hermannia tomentosa là một loài thực vật có hoa trong họ Cẩm quỳ. Loài này được (Turcz.) Schinz ex Engl. mô tả khoa học đầu tiên năm 1919.